# Forcipomyia briani
Forcipomyia briani är en tvåvingeart som beskrevs av Meillon och Wirth 1979. Forcipomyia briani ingår i släktet Forcipomyia och familjen svidknott. Inga underarter finns listade i Catalogue of Life.